# Горошівці
Гороші́вці — село в Україні, у Юрковецькій сільській громаді Чернівецького району Чернівецької області.

## Герб
Щит розтятий і перетятий лазуровим і зеленим. У першій частині срібна сторожова вежа із золотою покрівлею і козаком, що сидить на ній, у золотому одязі. У другій частині три золоті колоси, покладені зіркоподібно. У третій частині золота арфа. У четвертій частині срібна розкрита книга, обтяжена золотим гусячим пером у перев'яз ліворуч.

## Історія
За переписом 1900 року було 1910 га угідь (з них 1857 га оподатковуваних: 860 га ріллі, 59 га лук, 75 га садів, 125 га пасовищ і 738 га лісу), був фільварок. Селяни мали 919 га землі, а до панського двору належав 991 га землі. В селі були 398 будинків, православна парафіяльна церква, чотирикласова народна школа, 3 жандарми, позичкова каса; проживали 1725 осіб (23 римокатолики, 13 грекокатоликів, 1645 православних і 44 юдеї; 1660 українців, 6 румунів, 13 поляків, 45 «німців», якими записувались євреї, та 1 особа іншої національності), були 122 коні, 477 голів великої рогатої худоби, 93 вівці та 390 свиней. А на фільваркових землях був 21 будинок, проживали 92 мешканці (30 римокатоликів, 2 грекокатолики, 54 православні і 6 юдеїв; 62 українці, 17 «німців», 12 поляків і 1 особа іншої національності), були 27 коней, 138 голів великої рогатої худоби, 160 овець і 262 свині.

## Населення
Згідно з переписом УРСР 1989 року чисельність наявного населення села становила 1166 осіб, з яких 494 чоловіки та 672 жінки.
За переписом населення України 2001 року в селі мешкало 1096 осіб.

### Мова
Розподіл населення за рідною мовою за даними перепису 2001 року:
| Мова       | Відсоток |
| ---------- | -------- |
| українська | 99,64 %  |
| російська  | 0,27 %   |
| молдовська | 0,09 %   |

## Відомі люди
- Дерда Іван Михайлович — співак (соліст-вокаліст, баритон), педагог, культурно-громадський діяч, заслужений артист України.
- Ластівка Корнило (1893—1975) — український поет, прозаїк, фольклорист, етнограф.